# Honkytonkville
Honkytonkville è il ventunesimo album in studio del cantante di musica country statunitense George Strait, pubblicato nel 2003.

## Tracce
1. She Used to Say That to Me (Jim Lauderdale, John Scott Sherrill) - 2:57
2. Honkytonkville (Buddy Brock, Dean Dillon, Kim Williams) - 2:48
3. Look Who's Back from Town (Dale Dodson, Billy Lawson) - 4:04
4. Cowboys Like Us (Bob DiPiero, Anthony Smith) - 3:39
5. Tell Me Something Bad About Tulsa (Red Lane) - 3:16
6. As Far as It Goes (Tony Colton, Russell Smith) - 3:39
7. I Found Jesus on the Jailhouse Floor (Earl Clark, Greg Hudik) - 3:36
8. Desperately (Bruce Robison, Monte Warden) - 4:07
9. Honk If You Honky Tonk (Dillon, Ken Mellons, John Northrup) - 2:14
10. Heaven Is Missing an Angel (Jerome Earnest, Doug Powell) - 4:24
11. Four Down and Twelve Across (Dillon, Tom Douglas) - 2:51
12. My Infinite Love (Annette Grossberg, Byron Hill, Billy Yates) - 3:45